# Oriolidae
Вуге (лат. Oriolidae), још познате као Вуге Старог света су породица птица певачица Старог света. Породица садржи 41 врсту које су подељене у 4 рода. Породица обухвата две изумрле врсте са Новог Зеланда које се сврставају у род Turnagra .

## Таксономија
Породицу Oriolidae је формално описао Николас Ејлвард Вигорс 1825. године. Типски род је Oriolus који је формално описао Карл фон Лине у свом 12. издању своје "Systema Naturae" 1766 године. 
Назив Oriolidae потиче од "oriol", "orioel" and "orieul" ономатопеје која одјекује мелодичним оглашавањима вуге (Oriolus oriolus), који су тако препознатљива карактеристика европских шума у пролеће.
Породица Oriolidae обухвата питохуије (Pitohui), вуге (Oriolus),  смокварице (Sphecotheres) и пјопјое (piopios). Пјојпјсии су додати 2011. године, а раније су били смештени у породицу Turnagridae. Предложено је неколико других родова који би поделили род Oriolus. На пример, афричке врсте црноглавих вуга се понекад смештају у посебан род, Baruffius. Породица Oriolidae није у сродству са вугама Новог света (Icterus), упркос њиховој сличној величини, исхрани, понашању и контрастним шарама перја. Уместо тога, ове сличности су пример конвергентне еволуције.

## Опис
Вуге и смокварице су средње велике птице певачице, око 20-30 цм дужине, при чему су женке само мало мање од мужјака. Кљун је благо закривљен и кукаст, и, осим код смокварица, дугачак је као и глава. Перје већине врста је светло и упадљиво, иако женке често имају тамније перје од мужјака. Перје многих аустралазијских вуга подсећа на перје медоједа (Philemon), вероватно да би се смањила агресија према мањим вугама.

### Врсте
У породици Oriolidae препозната је 41 врста у 4 рода:
Родови су:
- Pitohui (Lesson R.P. 1831) са 4 врсте
- Oriolus (Linnaeus K.F. 1766) са 32 врсте
- Sphecotheres (Vieillot L.J.P. 1816) са 3 врсте
- Turnagra (Lesson R.P. 1837) са 2 врсте (изумрле)

| Фотографија | Научно име                                       | Име                        | Распрострањеност                                                                          | Подврсте | Статус                  |
| ----------- | ------------------------------------------------ | -------------------------- | ----------------------------------------------------------------------------------------- | --- | ----------------------- |
|             | Pitohui dichrous (Bonaparte, 1850)               | Ћубасти питохуи            | Нова Гвинеја, укључујући острво Јапен                                                     | Pitohui dichrous dichrous (Bonaparte, 1850) Pitohui dichrous monticola (Rothschild L.W. 1904) | најмање угрожени таксон |
|             | Pitohui cerviniventris (Gray G.R. 1862)          | Вајгео питохуи             | Папуански острва Батанта, Сејџвин, Ваигео, Гемијен                                        | Pitohui cerviniventris pallidus (van Oort E.D. 1907) Pitohui cerviniventris cerviniventris (Gray G.R. 1862) | најмање угрожени таксон |
|             | Pitohui kirhocephalus (Lesson R.P. 1827)         | Северни питохуи            | Папуа Нова Гвинеја                                                                        | Pitohui kirhocephalus decipiens (Salvadori A.T. 1878) Pitohui kirhocephalus kirhocephalus (Lesson R.P. 1827) Pitohui kirhocephalus dohertyi (Rothschild L.W. 1904) Pitohui kirhocephalus rubiensis (Meyer A.B. 1884) Pitohui kirhocephalus brunneivertex (Rothschild L.W. 1931) Pitohui kirhocephalus jobiensis (Meyer A.B. 1884) Pitohui kirhocephalus meyeri (Rothschild L.W. 1931) Pitohui kirhocephalus senex (Stresemann E.F.T. 1922) Pitohui kirhocephalus brunneicaudus (Meyer A.B. 1891) | најмање угрожени таксон |
|             | Pitohui uropygialis (Gray G.R. 1862)             | Јужни питохуи              | Папуа Нова Гвинеја                                                                        | Pitohui uropygialis uropygialis (Gray G.R. 1862) Pitohui uropygialis aruensis (Sharpe R.B. 1877) Pitohui uropygialis nigripectus (van Oort E.D. 1909) Pitohui uropygialis brunneiceps (d'Albertis L.M. 1879) Pitohui uropygialis meridionalis (Sharpe R.B. 1888) | најмање угрожени таксон |
|             | Oriolus melanotis (Bonaparte, 1850)              | Тиморска вуга              | Острва Тимор, Роте и Семау                                                                | Монотипски таксон | најмање угрожени таксон |
|             | Oriolus finschi (Hartert E.J.O. 1904)            | Вуга са острва Ветар       | Острво Ветар и острво Атауро                                                              | Монотипски таксон | најмање угрожени таксон |
|             | Oriolus bouroensis (Quoy J.R.C. 1832)            | Вуга са острва Буру        | Острво Буру                                                                               | Монотипски таксон | најмање угрожени таксон |
|             | Oriolus decipiens (Sclater P.L. 1883)            | Танимбарска вуга           | Острво Танимбар                                                                           | Монотипски таксон | најмање угрожени таксон |
|             | Oriolus forsteni (Bonaparte, 1850)               | Серамска вуга              | Серам                                                                                     | Монотипски таксон | најмање угрожени таксон |
|             | Oriolus phaeochromus (Gray G.R. 1862)            | Вуга са Халмахере          | Северни Малуку                                                                            | Монотипски таксон | најмање угрожени таксон |
|             | Oriolus szalayi (Madarász G. 1900)               | Смеђа вуга                 | Папуа Нова Гвинеја                                                                        | Монотипски таксон | најмање угрожени таксон |
|             | Oriolus sagittatus (Latham J. 1801)              | Маслинастолеђа вуга        | Источна Аустралија и јужно-централна Папуа Нова Гвинеја                                   | Oriolus sagittatus magnirostris (van Oort E.D. 1909) Oriolus sagittatus affinis (Gould J. 1848) Oriolus sagittatus grisescens (Schodde R. 1999) Oriolus sagittatus sagittatus (Latham J. 1801) | најмање угрожени таксон |
|             | Oriolus flavocinctus (King P.P. 1826)            | Зелена вуга                | Аустралија и Папуа Нова Гвинеја                                                           | Oriolus flavocinctus flavocinctus (King P.P. 1826) Oriolus flavocinctus tiwi (Schodde R. 1999) Oriolus flavocinctus flavotinctus (Schodde R. 1912) Oriolus flavocinctus kingi (Mathews G.M. 1912) | најмање угрожени таксон |
|             | Oriolus xanthonotus (Horsfield T. 1821)          | Западна тамногрла вуга     | Југоисточна Азија преко Малајског полуострва, Суматре, Бангке, Јаве и југозападног Борнеа | Oriolus xanthonotus xanthonotus (Horsfield T. 1821) Oriolus xanthonotus mentawi (Chasen F.N. 1926) | најмање угрожени таксон |
|             | Oriolus consobrinus (Wardlaw-Ramsay R.G. 1880)   | Источна тамногрла вуга     | Борнео и Филипини                                                                         | Oriolus consobrinus consobrinus (Wardlaw-Ramsay R.G. 1880) Oriolus consobrinus persuasus (Bangs O. 1920) | најмање угрожени таксон |
|             | Oriolus albiloris (Ogilvie-Grant W.R. 1894)      | Белоноса вуга              | Лузон                                                                                     | Монотипски таксон | најмање угрожени таксон |
|             | Oriolus steerii (Sharpe R.B. 1877)               | Филипинска вуга            | Филипини                                                                                  | Oriolus steerii samarensis (Steere J.B. 1890) Oriolus steerii basilanicus (Ogilvie-Grant W.R. 1894) Oriolus steerii steerii (Sharpe R.B. 1877) Oriolus steerii assimilis (Tweeddale A. 1878) Oriolus steerii cinereogenys (Bourns F.S. 1894) | најмање угрожени таксон |
|             | Oriolus isabellae (Ogilvie-Grant W.R. 1894)      | Лузонска вуга              | Лузон                                                                                     | Монотипски таксон | угрожени таксон         |
|             | Oriolus oriolus (Linnaeus K.F. 1766)             | Вуга                       | Европа и Западна Азија, зимује у Централној Африци и Јужној Африци                        | Монотипски таксон | најмање угрожени таксон |
|             | Oriolus kundoo (Sykes W.H. 1766)                 | Индијска вуга              | Индијски потконтинент и Централна Азија                                                   | Монотипски таксон | најмање угрожени таксон |
|             | Oriolus auratus (Vieillot L.J.P. 1817)           | Афричка вуга               | Африка јужно од пустиње Сахара                                                            | Oriolus auratus auratus (Vieillot L.J.P. 1817) Oriolus auratus notatus (Peters W.K.H. 1868) | најмање угрожени таксон |
|             | Oriolus chinensis (Linnaeus K.F. 1766)           | Кинеска вуга               | Источни Сибир, Усуриленд, североисточна Кина, Кореја и северни Вијетнам                   | 19 подврста | најмање угрожени таксон |
|             | Oriolus tenuirostris (Blyth E. 1846)             | Танкокљуна вуга            | Источни Хималаји до Југоисточне Азије                                                     | Oriolus tenuirostris tenuirostris (Blyth E. 1846) Oriolus tenuirostris invisus (Riley J.H. 1940) | најмање угрожени таксон |
|             | Oriolus chlorocephalus (Shelley G.E. 1896)       | Зеленоглава вуга           | Источна Африка                                                                            | Oriolus chlorocephalus amani (Benson C.W. 1946) Oriolus chlorocephalus chlorocephalus (Shelley G.E. 1896) Oriolus chlorocephalus speculifer (Clancey P.A. 1969) | најмање угрожени таксон |
|             | Oriolus crassirostris (Hartlaub K.J.G. 1855))    | Вуга са острва Сао Томе    | Острво Сао Томе                                                                           | Монотипски таксон | рањиви таксон           |
|             | Oriolus brachyrynchus (Swainson W.J. 1837)       | Западна црноглава вуга     | Афричка тропска прашума                                                                   | Oriolus brachyrynchus brachyrynchus (Swainson W.J. 1837) Oriolus brachyrynchus laetior (Sharpe R.B. 1888) | најмање угрожени таксон |
|             | Oriolus monacha (Gmelin J.F. 1789)               | Етиопска црноглава вуга    | Североисточна Африка                                                                      | Oriolus monacha monacha (Gmelin J.F. 1789) Oriolus monacha meneliki (Blundell H.J.W. 1789) | најмање угрожени таксон |
|             | Oriolus larvatus (Lichtenstein, M.H.C. 1823)     | Афричка црноглава вуга     | Африка                                                                                    | Oriolus larvatus angolensis (Neumann O.R. 1914) Oriolus larvatus additus (Lawson W.J. 1969) Oriolus larvatus tibicen (Lawson W.J. 1962) Oriolus larvatus reichenowi (Zedlitz O.E. 1916) Oriolus larvatus rolleti (Salvadori A.T. 1866) Oriolus larvatus larvatus (Lichtenstein, M.H.C. 1823) | најмање угрожени таксон |
|             | Oriolus percivali (Ogilvie-Grant W.R. 1903)      | Црнорепа вуга              | Планинске шуме Албертинског рифта, Уганда и Кенија                                        | Монотипски таксон | најмање угрожени таксон |
|             | Oriolus nigripennis ( Verreaux J.P. 1855)        | Црнокрила вуга             | Афричка тропска прашума                                                                   | Монотипски таксон | најмање угрожени таксон |
|             | Oriolus xanthornus (Linnaeus K.F. 1758)          | Црноглава вуга             | Tропска Jужна Азија од Индије и Шри Ланке источно до Индонезије                           | Oriolus xanthornus xanthornus (Linnaeus K.F. 1758) Oriolus xanthornus maderaspatanus (Franklin J. 1831) Oriolus xanthornus reubeni (Abdulali H. 1977) Oriolus xanthornus ceylonensis (Bonaparte C.L.J.L., 1850) Oriolus xanthornus tanakae (Kuroda, N. 1925) | најмање угрожени таксон |
|             | Oriolus hosii (Sharpe R.B. 1892)                 | Црна вуга                  | Саравак, Борнео                                                                           | Монотипски таксон | Скоро угрожени таксон   |
|             | Oriolus consanguineus (Wardlaw-Ramsay R.G. 1881) | Црно-гримизна вуга         | Индонезија и Малезија                                                                     | Oriolus consanguineus malayanus ((Robinson H.C. 1923) Oriolus consanguineus consanguineus (Wardlaw-Ramsay R.G. 1881) Oriolus consanguineus vulneratus (Sharpe R.B. 1887) | најмање угрожени таксон |
|             | Oriolus cruentus (Wagler J.G. 1887)              | Јаванска вуга              | Индонезија                                                                                | Монотипски таксон | Недостатак података     |
|             | Oriolus traillii (Vigors 1832)                   | Црвенотрба вуга            | Југоисточна Азија                                                                         | Oriolus traillii traillii (Vigors 1832) Oriolus traillii robinsoni (Delacour J.T. 1927) Oriolus traillii nigellicauda (Swinhoe R. 1870) Oriolus traillii ardens (Swinhoe R. 1862) | најмање угрожени таксон |
|             | Oriolus mellianus (Stresemann E.F.T. 1922)       | Сребрна вуга               | Југоисточна Кина                                                                          | Монотипски таксон | Угрожени таксон         |
|             | Sphecotheres hypoleucus (Finsch F.H.O. 1898)     | Смокварица са острва Ветар | Индонежанско острво Ветар                                                                 | Монотипски таксон | најмање угрожени таксон |
|             | Sphecotheres viridis (Vieillot L.J.P. 1816)      | Тиморска смокварица        | Индонежанска острва Роти и Тимор                                                          | Монотипски таксон | најмање угрожени таксон |
|             | Sphecotheres vieilloti (Vigors 1832)             | Аустралазијска смокварица  | северна и источна Аустралија, јужна Нова Гвинеја и острва Каи                             | Sphecotheres vieilloti cucullatus ([[Херман Карл Бенџамин фон Розенберг\|Rosenberg K.B.H] 1866) Sphecotheres vieilloti ashbyi (Mathews G.M. 1912) Sphecotheres vieilloti flaviventris (Gould J. 1850) Sphecotheres vieilloti salvadorii (Sharpe R.B. 1877) Sphecotheres vieilloti vieilloti (Vigors 1832) | најмање угрожени таксон |
|             | Turnagra tanagra (Schlegel H. 1866)              | Пјопјо са Северног острва  | Северно острво, Нови Зеланд                                                               | Монотипски таксон | изумрли таксон          |
|             | Turnagra capensis (Sparrman, A. 1787)            | Пјопјо са Јужног острва    | Јужно острво, Нови Зеланд                                                                 | Turnagra capensis minor (Fleming J.H. 1915) Turnagra capensis capensis (Sparrman, A. 1787) | изумрли таксон          |

### Изумрли родови
У породици Oriolidae постоје најмање два изумрла рода:
- Род Turnagra - пјопјои (2 изумрле врсте)[7]
- Род Лонгморнис - Longmornis robustirostrata

## Распрострањеност и станиште
Породица Oriolidae је распрострањена широм Европе, Африке, Азије и Аустралије. Неколико врста које се гнезде у умереним климама су миграторне, а неке тропске врсте такође показују сезонске кретања.

## Понашање и екологија

### Гнежђење
Вуге су моногамне и гнезде се у територијалним паровима, иако се аустралазијска смокварица (Sphecotheres vieilloti) а могуће и друге смокварице, размножавају у растреситим колонијама. Места за гнежђење могу се одабрати у близини агресивних врста као што су сврачци (Laniidae), дронгои (Dicrurus) или медоједа (Philemon), што пружа одређени степен заштите. Гнездо је дубоко исплетена чаша окачена попут лежаљке са гране. Обично полажу два или три јаја, али је забележено чак и шест.

### Исхрана и храњење
Вуге су шумске животиње и имају тенденцију да се хране у крошњама. Многе врсте су у стању да преживе у отвореним шумама и шумским подручјима, мада су неке ограничене на затворене шуме. Оне су опортунистички сваштоједи, а главне компоненте њихове исхране су воће, бобице, зглавкари и нектар.